# Élections sénatoriales de 2014 dans les Vosges
Les élections sénatoriales de 2014 dans les Vosges ont lieu le dimanche 28 septembre 2014. Elles ont pour but d'élire les deux sénateurs représentant le département au Sénat pour un mandat de six années.

## Contexte départemental
Au printemps 2014, compte tenu des résultats des élections municipales, les instances nationales de l'UMP ont estimé que le parti de droite « devrait conserver ses deux sièges ». En effet, les deux tiers des 1237 grands électeurs vosgiens sont de droite.
Sénateurs sortants, Jackie Pierre (68 ans) et Christian Poncelet (86 ans) étaient à nouveau candidat à l'investiture de l'UMP. Or, les trois députés de droite du département (Michel Heinrich, Gérard Cherpion et François Vannson) se sont opposés à la candidature du second et ont proposé, à la place, celle de Daniel Gremillet (61 ans), conseiller régional et président de la chambre d'agriculture des Vosges. Le 20 juin 2014, Poncelet a donc annoncé qu'il renonçait à briguer un cinquième mandat. Des observateurs estiment cependant que l'ancien président de la Haute assemblée pourrait tenter de prendre sa revanche, « en faisant voter en sous-main en faveur du candidat PS » ou, plus vraisemblablement, en appuyant une candidature dissidente.

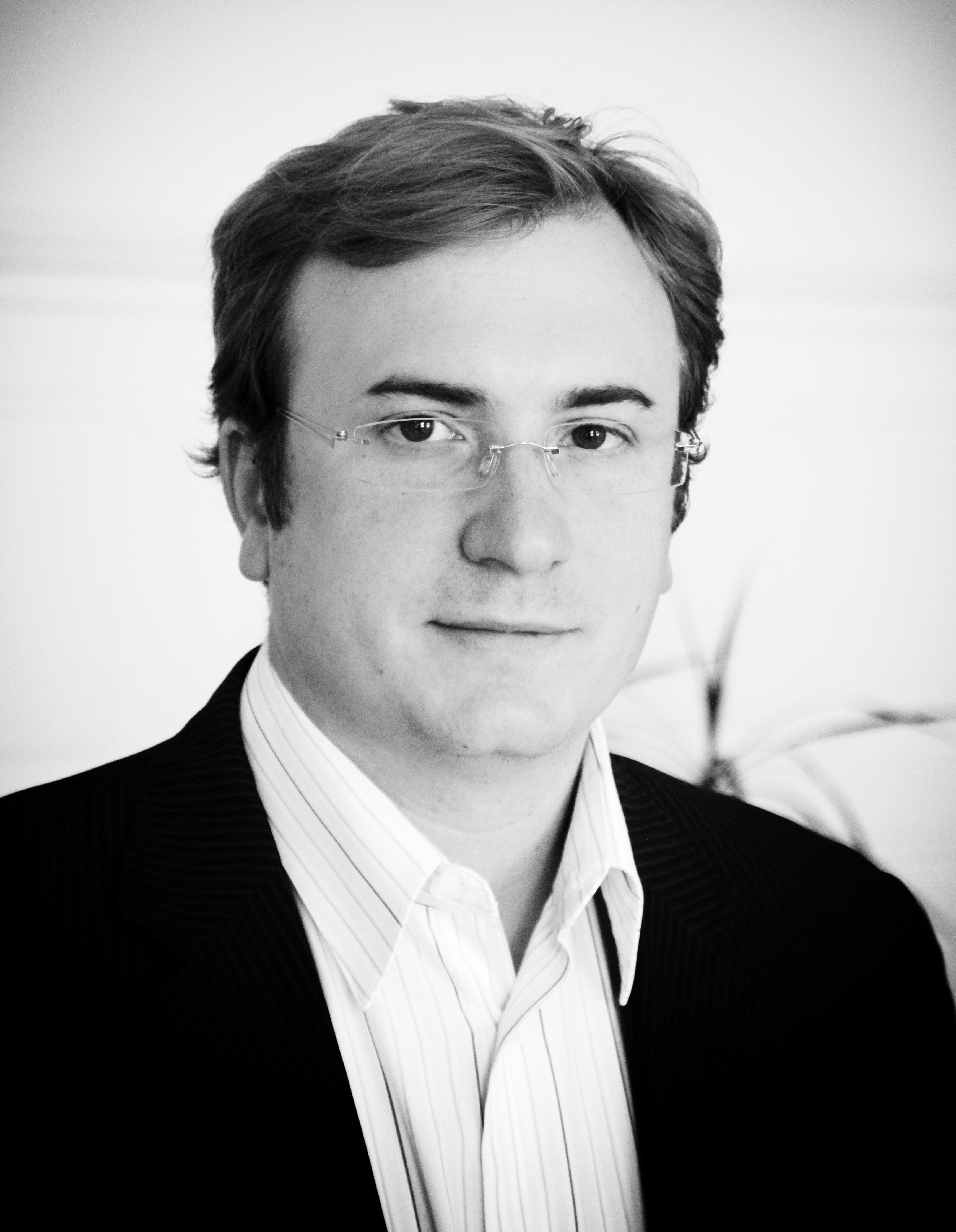
Simon Leclerc

De fait, le maire UMP de Neufchâteau Simon Leclerc (34 ans) annonce en juillet puis confirme en août son intention de se présenter sans l'investiture de son parti, en association avec Dominique Peduzzi (49 ans), maire de Fresse-sur-Moselle et président de l'association des maires des Vosges. Tous deux sont membres du groupe de Poncelet au conseil général, « Pour les Vosges ». La suppléante de Peduzzi, Élisabeth Klipfel, est sa vice-présidente à l'association des maires.
Outre cette dissidence « ponceletiste », une troisième liste de droite est déposée par le maire de Contrexéville, Luc Gerecke (62 ans), qui appartient quant à lui au groupe des conseillers généraux « réformateurs », opposé à Christian Poncelet. Il dispose du soutien du maire de Vittel, Jean-Jacques Gaultier, qui souhaite « que l’Ouest vosgien soit représenté ». Annoncé tout d'abord en tandem avec une autre élue du groupe des « réformateurs », la rambuvetaise Martine Gimmillaro, Gerecke a finalement pour colistier le maire de Cleurie, Patrick Lagarde (52 ans), suppléant du député François Vannson. Sa suppléante, Johanna Masson-Mathieu, est la fille de l’ancienne députée européenne Véronique Mathieu.
L'UDI, présidée au niveau départemental par la Contrexévilloise Jocelyne Allane (Nouveau Centre) et revendiquant une quarantaine de grands électeurs vosgiens, ne présente pas de candidat titulaire. Souhaitant « voir basculer le Sénat à droite », elle comptait être représentée par des suppléantes aux côtés des candidats de droite.
Du côté des socialistes, malgré l'évocation d'une possible candidature de Michel Humbert, ancien maire de Raon-l'Étape et conseiller général du canton de Raon-l'Étape, ce sont trois autres élus qui ont demandé l'investiture du parti majoritaire. Celle-ci est accordée le 24 juillet au prédécesseur de Leclerc, Jacques Drapier (70 ans), ancien maire de Neufchâteau, « pilier du PS dans les Vosges », et à la conseillère régionale Christine Fromaigeat (46 ans), conseillère municipale de Charmes, suppléante du seul député socialiste des Vosges, Christian Franqueville. Candidat malheureux à l'investiture du PS, le maire de Docelles, Christian Tarantola (68 ans), a cependant annoncé qu'il se porterait candidat sans l'accord de son parti, dans lequel il déclare « ne plus se retrouver ». Cette menace d'une candidature dissidente a contraint Fromaigeat (ainsi que son suppléant, Frédéric Drevet, maire de Bains-les-Bains et conseiller général du canton de Bains-les-Bains) à se retirer.
A l'extrême droite, le FN, qui ne dispose que d'une quinzaine de grands électeurs, a choisi de ne présenter qu'un seul candidat titulaire. Il s'agit de l'ex-giscardien Dominique Thomas (52 ans), qui siège au conseil municipal de Thaon-les-Vosges aux côtés du responsable départemental du parti, Jordan Grosse-Cruciani.
Plusieurs candidats axent leur campagne sur la défense de la ruralité et des petites communes,,. C'est aussi le cas du gaulliste Jacques Thiriet (70 ans), ancien conseiller municipal de Thaon-les-Vosges, ou encore de la secrétaire fédérale du Parti communiste français, la Xonrupéenne Michèle Grüner (63 ans), qui a choisi le village de Doncières (150 habitants) pour y présenter sa candidature.

## Sénateurs sortants
| Sénateur | Sénateur           | Parti | Fonctions lors de l'élection en 2004                               |
| -------- | ------------------ | ----- | ------------------------------------------------------------------ |
|          | Jackie Pierre      | UMP   | Conseiller général, maire de La Chapelle-aux-Bois                  |
|          | Christian Poncelet | UMP   | Sénateur sortant, président du Sénat, président du conseil général |

## Présentation des candidats
Les nouveaux représentants sont élus pour une législature de 6 ans au suffrage universel indirect par les grands électeurs du département. Dans les Vosges, les deux sénateurs sont élus au scrutin majoritaire à deux tours. Ils sont 11 candidats dans le département, chacun avec un suppléant.
| T/S | Candidats | Candidats                | Parti | Fonctions                                                                             |
| --- | --------- | ------------------------ | ----- | ------------------------------------------------------------------------------------- |
| T01 |           | Jackie Pierre            | UMP   | Sénateur sortant, conseiller général                                                  |
| S01 |           | Marcelle André           | UDI   | Maire de Saint-Amé                                                                    |
| T02 |           | Daniel Gremillet         | UMP   | Conseiller régional                                                                   |
| S02 |           | Nathalie Babouhout       | UMP   | Conseillère régionale, adjointe au maire de Mirecourt                                 |
| T03 |           | Dominique Peduzzi        | DVD   | Conseiller général, maire de Fresse-sur-Moselle                                       |
| S03 |           | Élisabeth Klipfel        | DVD   | Maire de Champdray                                                                    |
| T04 |           | Simon Leclerc            | UMP   | Conseiller général, président de la CC du Bassin de Neufchâteau, maire de Neufchâteau |
| S04 |           | Noëlle Huguenin          | UMP   | Maire de Domèvre-sur-Avière                                                           |
| T05 |           | Michèle Grüner           | PCF   | Conseillère régionale                                                                 |
| S05 |           | Denis Forterre           | PCF   | Maire de Doncières                                                                    |
| T06 |           | Dominique Thomas         | FN    | Conseiller municipal de Thaon-les-Vosges                                              |
| S06 |           | Stéphanie Mertz          | FN    | Conseillère municipale de Rambervillers                                               |
| T07 |           | Christian Tarantola      | PS    | Conseiller général, maire de Docelles                                                 |
| S07 |           | Nadine Bassière          | PS    | Adjointe au maire de Gérardmer                                                        |
| T08 |           | Patrick Lagarde          | DVD   | Président de la CC Terre de Granite, maire de Cleurie                                 |
| S08 |           | Maryvonne Arnoux-Beau    | DVD   | Maire du Mont                                                                         |
| T09 |           | Luc Gerecke              | DVD   | Conseiller général, maire de Contrexéville                                            |
| S09 |           | Johanna Masson-Mathieu   | DVD   | Conseillère municipale de Rambervillers                                               |
| T10 |           | Jacques Thiriet          | DLR   |                                                                                       |
| S10 |           | Jocelyne Rivat           | DLR   |                                                                                       |
| T11 |           | Jacques Drapier          | PS    |                                                                                       |
| S11 |           | Jacqueline Fresse-Maurer | PS    |                                                                                       |

## Résultats
| Candidat et parti politique | Candidat et parti politique | Candidat et parti politique | Premier tour | Premier tour | Second tour | Second tour |
| Candidat et parti politique | Candidat et parti politique | Candidat et parti politique | Voix         | %            | Voix        | %           |
| --------------------------- | --------------------------- | --------------------------- | ------------ | ------------ | ----------- | ----------- |
|                             | Daniel Gremillet            | UMP                         | 505          | 42,87        | 678         | 57,12       |
|                             | Jackie Pierre               | UMP                         | 454          | 38,54        | 601         | 50,63       |
|                             | Dominique Peduzzi           | DVD                         | 326          | 27,67        | 438         | 36,90       |
|                             | Simon Leclerc               | UMP                         | 297          | 25,21        |             |             |
|                             | Christian Tarantola         | PS                          | 178          | 15,11        | 186         | 15,67       |
|                             | Jacques Drapier             | PS                          | 109          | 9,25         | 92          | 7,75        |
|                             | Patrick Lagarde             | DVD                         | 101          | 8,57         |             |             |
|                             | Luc Gerecke                 | DVD                         | 74           | 6,28         |             |             |
|                             | Michèle Grüner              | PCF                         | 54           | 4,58         | 43          | 3,62        |
|                             | Dominique Thomas            | FN                          | 33           | 2,80         | 32          | 2,70        |
|                             | Jacques Thiriet             | DLR                         | 14           | 1,19         |             |             |
|                             |                             |                             |              |              |             |             |
| Inscrits                    | Inscrits                    | Inscrits                    | 1 237        | 100,00       | 1 237       | 100,00      |
| Abstentions                 | Abstentions                 | Abstentions                 | 20           | 1,62         | 21          | 1,70        |
| Votants                     | Votants                     | Votants                     | 1 217        | 98,38        | 1 216       | 98,30       |
| Blancs                      | Blancs                      | Blancs                      | 14           | 1,15         | 13          | 1,07        |
| Nuls                        | Nuls                        | Nuls                        | 25           | 2,05         | 16          | 1,32        |
| Exprimés                    | Exprimés                    | Exprimés                    | 1 178        | 96,80        | 1 187       | 97,62       |